# Сельстрой (Орловская область)
Сельстро́й — посёлок в Шаблыкинском районе Орловской области России. Входит в состав Хотьковского сельского поселения.

## География
Посёлок находится на расстоянии 14 км к северо-востоку от посёлка городского типа Шаблыкино, административного центра района, и 49 км к западу от города Орёл, административного центра области.

### Часовой пояс
Посёлок Сельстрой, как и вся Орловская область, находится в часовой зоне МСК (московское время). Смещение применяемого времени относительно UTC составляет +3:00.

## Население
| 2002 | 2010 |
| ---- | ---- |
| 325  | ↘287 |

### Национальный состав
Согласно результатам переписи 2002 года, в национальной структуре населения русские составляли 93 % из 325 чел.